# 帝国書院
株式会社帝国書院（ていこくしょいん）は、地図帳、社会科、地理歴史科用教科書などを主力商品とする出版社。
第二次世界大戦前から地理系の教科書、教材用の地図帳で高いシェアを持ち、一般向けにも道路地図などとは違った観点をもつ地図帳を販売している。その他、地球儀やパソコン用電子地図ソフトなども販売する。
教科書の会社番号は46。

## 住所
- 〒101-0051 東京都千代田区神田神保町三丁目29番地

## 沿革
- 1917年（大正6年）9月 - 守屋荒美雄（もりや すさびお）が創業。
- 1926年（大正15年）7月 - 株式会社に改組。神田区西神田1丁目3番地に移転。
- 1942年（昭和17年）7月 - 戦時下の企業統制により、新設の中等学校教科書株式会社に統合。
- 1946年（昭和21年）7月 - 中等学校教科書株式会社解散。新会社再建。
- 1957年（昭和32年） - 神田神保町に本社を移転。
- 1982年（昭和57年） - 財団法人守屋留学生交流協会を設立。
- 1983年（昭和58年） - 川越市に商品倉庫を建設。
- 1989年（平成元年） - 自動地図製作システムの導入を開始。
- 1990年（平成2年） - 板橋区高島平に帝国書院地図編集所ビル完成、コンピュータによる地図入力システムを導入。
- 2017年（平成29年） - 創立100周年。

## 主な出版書籍

### 教科書・地図帳
- 小・中学校用
  - 楽しく学ぶ小学生の地図帳
  - 中学校社会科地図
  - 社会科 中学生の地理
  - 社会科 中学生の歴史
  - 社会科 中学生の公民
- 高等学校用
  - 新詳高等地図
  - 標準高等地図
  - 高等学校 新地理総合
  - 明解 歴史総合
  - 高等学校 公共